# Ekranas Poniewież
Ekranas Poniewież (lit. Futbolo Klubas Ekranas Panevėžys) – litewski klub piłkarski z siedzibą w Poniewieżu.

## Osiągnięcia
- Mistrzostwo Litwy: 1993, 2005, 2008, 2009, 2010, 2011, 2012
- Puchar Litwy: 1985, 1998, 2000, 2010, 2011
- Superpuchar Litwy: 1998, 2006, 2010, 2011

## Historia
Klub założony został w 1964 roku. W sezonie 2004 został przez litewską federację oskarżony o ustawienie meczu przeciwko FBK Kowno, który miał zadecydować o tytule mistrzowskim. Klub został zawieszony, jednak decyzję tę cofnięto w ciągu 24 godzin z braku dowodów. Ostatecznie Ekranas uległ w decydującym spotkaniu i tytuł trafił do drużyny z Kowna. Lata 2005 - 2012 to pod kątem sportowym najlepszy okres w historii klubu, ponieważ udało się Ekranasowi w tym czasie wywalczyć 6 mistrzowskich tytułów na osiem możliwych. Po zakończeniu sezonu 2014 nie dostał licencji na grę w najwyższej klasie, ze względu na zaległości finansowe i w efekcie czego klub został rozwiązany.
W czerwcu 2020 roku Komitet Wykonawczy zatwierdził wniosek klubu Aukštaitija Panevėžys o zmianę nazwy i możliwość użytkowania logotypu Ekranasu. Kierownictwo Aukštaitiji odkupiło od właściciela upadłej spółki Ekranasu znak towarowy (nazwa + logo). Szczegóły transakcji wyjaśniał Tomas Malinauskas, dyrektor klubu: "Sąd wszystkie finansowe luki zasądził jednej osobie, a my kupujemy rzeczy, które nie są z nią związane. Innymi słowy, nie kupujemy klubu, ale jego markę. Do tej pory nie mogę ujawnić dokładnej kwoty, ale powiem, że biorąc pod uwagę historię klubu, nie jest tak naprawdę duża".
Z powodu tego, że Aukštaitija nie przeszła procesu licencyjnego na poziomie I Lygi, reaktywowany Ekranas przystąpił do rozgrywek na trzecim szczeblu ligowym - w II Lydze. Rozgrywki zespół zakończył na 4. miejscu z 42 punktami na koncie. Trener Darius Maciulevičius w grudniu 2020 zapowiedział, że klub ubiegać się będzie o licencję na wyższy poziom.

## Europejskie puchary
Legenda do wszystkich tabel:
- Q – runda eliminacyjna, 1/16, 1/8, 1/4, 1/2 – odpowiednia faza rozgrywek, Grupa – runda grupowa, 1r gr – pierwsza runda grupowa, 2r gr – druga runda grupowa, F – finał, R – runda, PO – play-off
- k. – rzuty karne, los. – losowanie, Dogr. – dogrywka, w. – zasada bramek strzelonych na wyjeździe

| Sezon   | Rozgrywki                 | Runda | Klub                  | Dom | Wyjazd | Ogólnie     |
| ------- | ------------------------- | ----- | --------------------- | --- | ------ | ----------- |
| 1993/94 | Liga Mistrzów             | 1Q    | Floriana              | 0–1 | 0–1    | 0–2         |
| 1998/99 | Puchar Zdobywców Pucharów | 1Q    | Apollon Limassol      | 1–2 | 3–3    | 4–5         |
| 1999    | Puchar Intertoto          | 1R    | Ceahlăul Piatra Neamț | 0–1 | 0–1    | 0–2         |
| 2000/01 | Puchar UEFA               | Q     | Lierse SK             | 0–3 | 0–4    | 0–7         |
| 2001    | Puchar Intertoto          | 1R    | FC Petržalka 1898     | 1–1 | 1–1    | 2–2, k: 3–4 |
| 2003/04 | Puchar UEFA               | Q     | Debreceni VSC         | 1–1 | 1–2    | 2–3         |
| 2004/05 | Puchar UEFA               | 1Q    | F91 Dudelange         | 1–0 | 2–1    | 3–1         |
| 2004/05 | Puchar UEFA               | 2Q    | Odds BK               | 2–1 | 1–3    | 3–4         |
| 2005/06 | Puchar UEFA               | 1Q    | Cork City             | 0–2 | 1–0    | 1–2         |
| 2006/07 | Liga Mistrzów             | 1Q    | Elbasani              | 3–0 | 0–1    | 3–1         |
| 2006/07 | Liga Mistrzów             | 2Q    | Dinamo Zagrzeb        | 1–4 | 2–5    | 3–9         |
| 2007/08 | Puchar UEFA               | 1Q    | B36 Tórshavn          | 3–2 | 3–1    | 6–3         |
| 2007/08 | Puchar UEFA               | 2Q    | Vålerenga Fotball     | 1–1 | 0–6    | 1–7         |
| 2008    | Puchar Intertoto          | 1R    | Narva Trans           | 1–0 | 3–0    | 4–0         |
| 2008    | Puchar Intertoto          | 2R    | Rosenborg             | 1–3 | 0–4    | 1–7         |
| 2009/10 | Liga Mistrzów             | 2Q    | Bakı FK               | 2–2 | 2–4    | 4–6         |
| 2010/11 | Liga Mistrzów             | 2Q    | HJK Helsinki          | 1–0 | 0–2    | 1–2         |
| 2011/12 | Liga Mistrzów             | 2Q    | Valletta              | 1–0 | 3–2    | 4–2         |
| 2011/12 | Liga Mistrzów             | 3Q    | BATE Borysów          | 0–0 | 1–3    | 1–3         |
| 2011/12 | Liga Europy               | PO    | Hapoel Tel Awiw       | 1–0 | 0–4    | 1–4         |
| 2012/13 | Liga Mistrzów             | 2Q    | Shamrock Rovers       | 2–1 | 0–0    | 2–1         |
| 2012/13 | Liga Mistrzów             | 3Q    | RSC Anderlecht        | 0–6 | 0–5    | 0–11        |
| 2012/13 | Liga Europy               | PO    | Steaua Bukareszt      | 0–2 | 0–3    | 0–5         |
| 2013/14 | Liga Mistrzów             | 2Q    | Hafnarfjarðar         | 0–1 | 1–2    | 1–3         |
| 2014/15 | Liga Europy               | 1Q    | Crusaders             | 1–2 | 1–3    | 2–5         |